# Roger Taylor (Queen)
Roger Meddows Taylor (Dersingham, later opgegaan in King's Lynn (Norfolk), 26 juli 1949) is vooral bekend als de drummer en bandlid van de Britse rockgroep Queen.
Ook schreef hij vele hits van Queen, waaronder A Kind of Magic, Radio GaGa en I'm in love with my car. Naast drums bespeelt hij eveneens gitaar en is hij een succesvol zanger.

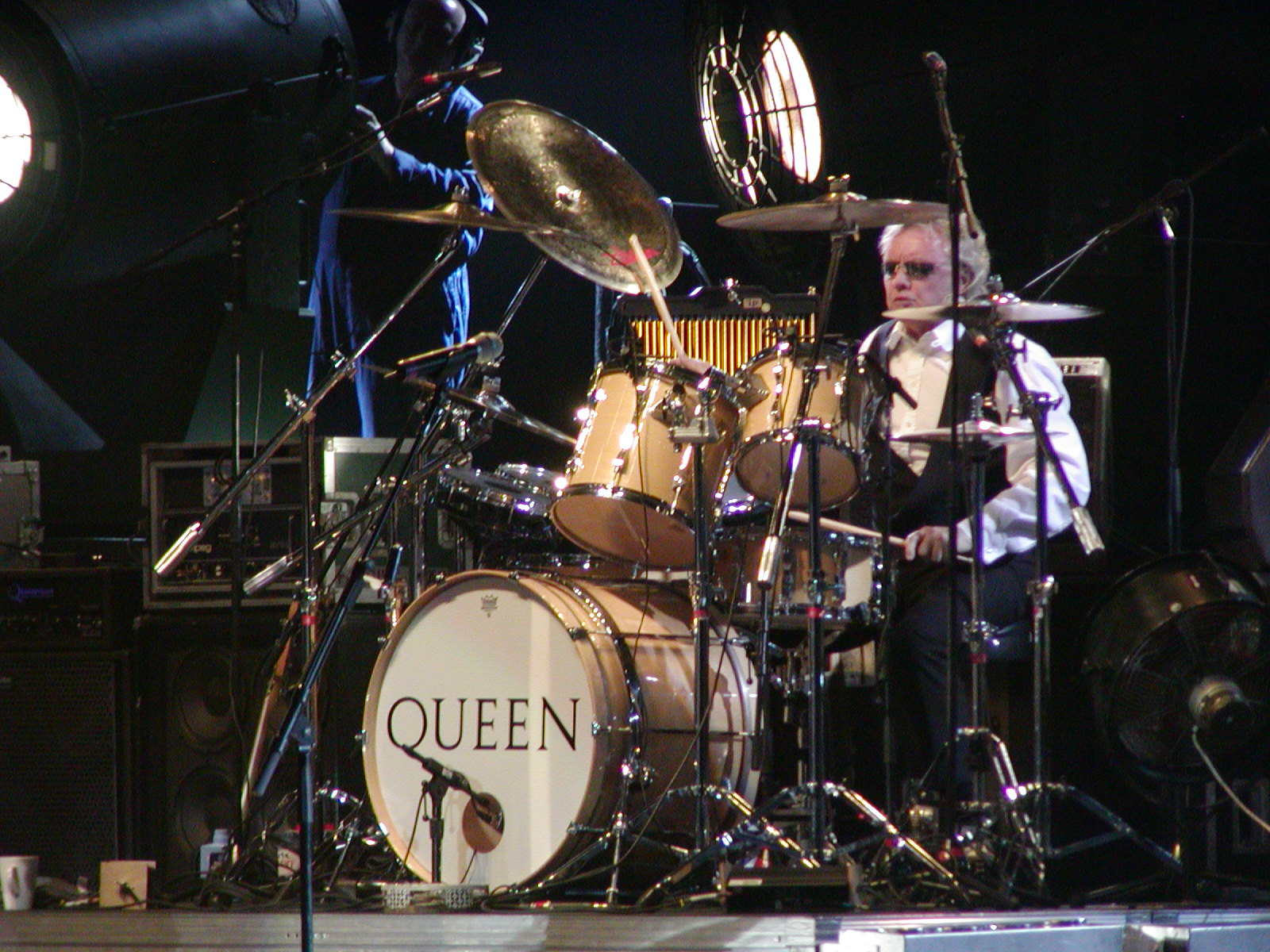
Roger Taylor in 2005

## Levensloop
Taylors muzikale carrière begon begin jaren zestig, nadat hij naar Truro, in Cornwall verhuisd was. Hij zong toen in het kerkkoor van de Katholieke school waar hij naartoe ging. Later leerde hij van zijn eerste instrument te bespelen, de ukelele. Hij speelde in een jeugdbandje. Begin jaren zestig speelde hij in een andere band op de gitaar. Een jaar later ging hij pas drummen.
In 1966 speelde hij voor een bekende band uit Cornwall, The Reaction, waarin hij drumde en tevens zong. In 1968 verhuisde Taylor naar Londen, ging eerst tandheelkunde studeren, maar omdat dit hem na enige tijd niet meer kon boeien, ging hij verder met biologie en studeerde daarin af.
In 1968 ging Taylor bij een andere band spelen, Smile met gitarist Brian May en zanger Tim Staffell. Deze band zou later uitgroeien tot de wereldberoemde band Queen.

## Queen
Hij schreef voor Queen onder andere de nummers Radio ga ga, A kind of magic, These Are The Days Of Our Lives en Heaven For Everyone. Het nummer I'm in love with my car; door hem gezongen en geschreven; onderschrijft zijn passie voor snelle auto's.
In de jaren tachtig werd Taylor ook actief buiten Queen. In 1981 brengt hij het album, Fun In Space uit. Hierop bespeelt Taylor alle instrumenten met behulp van producer David Richards. In 1984 kwam Strange Frontier uit. Een album met onder andere covers van Bruce Springsteen (Racing In The Streets) en Bob Dylan (Masters Of War) Halverwege 1987 richtte hij een eigen band op, The Cross, waar hij niet de drummer maar de zanger/gitarist was. In 1987 schreef hij voor het eerste album van The Cross alle nummers, onder andere Heaven for everyone, wat acht jaar later onder Queen nogmaals werd uitgebracht en de laatste top 3 hit voor Queen betekende. Echter al in 1977 bracht Taylor een solo single uit "I Wanna Testify/Turn On The TV" maar de single deed niets in de hitparades.

## Na Queen
Na de dood van Queen-zanger Freddie Mercury in 1991 ging Taylor als soloartiest verder. In 1994 bracht hij het album Happiness? uit, met daarop de controversiële single Nazis 1994 en de samen met de Japanse pianist/ drummer Yoshiki geschreven rock-ballade Foreign Sand. In 1998 kwam Taylor op de proppen met het album Electric Fire. Samen met Brian May heeft hij nog aan enkele projecten gewerkt, waaronder de veelbezochte musical We Will Rock You. In 2002 trad Taylor samen met Brian May onverwachts op tijdens Koninginnedag in Nederland.
In 2005 is hij samen met Brian May en Paul Rodgers terug als Queen + Paul Rodgers gaan toeren, wat weer voor uitverkochte stadions zorgt. Van deze tournee, die onder andere Antwerpen, Rotterdam en Arnhem aandeed, is van het concert in Sheffield een opname gemaakt die in september 2005 op cd en in oktober 2005 op DVD is verschenen.
In 2007 bevestigde Brian May de geruchten dat het drietal een nieuw album zouden gaan opnemen. Dit album, The Cosmos Rocks, kwam uit in 2008.
Hierna volgde nog een tour door Europa en is de DVD live in the Ukraine (2009) uitgekomen. In april 2009 laat Paul Rodgers weten dat dit project voorlopig afgerond is. Eind mei hebben May en Taylor hun oude manier van werken weer opgepakt en zijn gestart met gelegenheidsoptredens bij onder andere American Idols. Sinds 2013 zijn Brian May en Roger Taylor weer aan het touren, dat doen ze samen met Adam Lambert.
Op 4 januari 2010 verscheen Taylors nieuwe single  The Unblinking Eye (Everything Is Broken) .

## Persoonlijk
Taylor is twee keer getrouwd. Enkele dagen in het begin van 1988, met het Franse P.A. Dominique Beyrand, met wie hij al sinds 1976 een relatie had en twee kinderen heeft. Hij was met haar getrouwd om de toekomst van hun kinderen veilig te stellen. Van 1988 tot 2002 had hij ook nog een relatie met model Debbie Leng, met wie hij nog eens drie kinderen heeft. Van 2010 tot heden is hij getrouwd met de Zuid-Afrikaanse Sarina Potgieter, met wie hij sinds 2004 een relatie heeft.
Roger Taylor woont nu met vrouw en kinderen in een landhuis in Surrey. In zijn tuin heeft hij een eigen opnamestudio laten bouwen. Een andere hobby is het sleutelen aan sportauto's: hij bezit onder andere een aantal klassieke Jaguars, Ferrari's, Lamborghini's en Aston Martins, alsmede ook goedkopere auto's zoals een Mazda MX5.

## Discografie
Zie ook Queen discografie en The Cross discografie.

### Albums
| Album met eventuele hitnotering(en) in de Nederlandse Album Top 100 | Datum van verschijnen | Datum van binnenkomst | Hoogste positie | Aantal weken | Opmerkingen |
| ------------------------------------------------------------------- | --------------------- | --------------------- | --------------- | ------------ | ----------- |
| Fun In Space                                                        |                       | 02-05-81              | 24              | 9            |             |
| Strange Frontier                                                    | 1984                  |                       |                 |              |             |
| Happiness?                                                          |                       | 17-09-1994            | 53              | 5            |             |
| Electric Fire                                                       |                       | 10-10-1998            | 55              | 3            |             |
| Fun on Earth                                                        | 11-11-2013            | 16-11-2013            | 72              | 1            |             |
| The Lot                                                             | 11-11-2013            |                       |                 |              | Box set     |
| Outsider                                                            | 01-10-2021            | 09-10-2021            | 64              | 1            |             |